# Voa I
Pour les articles homonymes, voir Voa.
Voa I ou Voua I est un village de la région du Centre du Cameroun. Il est localisé dans l'arrondissement (commune) d'Okola. On y accède par la piste rurale qui lie Evodoula à Nkolpoblo.

## Population et société
En 1965, la population de Voa I était de 196 habitants. Voa I comptait 105 habitants lors du dernier recensement de 2005. La population est constituée pour l’essentiel du peuple Eton.